# Los Escullos
Los Escullos es un poblado perteneciente al municipio de Níjar, en la provincia de Almería, España, y situada dentro del parque natural del Cabo de Gata-Níjar. Al lado de este diseminado se encuentran paisajes como la playa del Arco y la cala del Embarcadero. Contaba en 2008 con 62 habitantes.[cita requerida]

## Castillo de San Felipe
Durante el reinado de Carlos III de España, para la defensa del litoral, el reglamento de 1764 ordenó la construcción de este castillo o batería con estancias comunes, capilla y cuarteles alrededor de un patio y hornabeque con barbacana y foso. Su coste contractual sería de 201 000 reales de vellón.
Esta batería fue desartillada por los franceses durante la Guerra de la Independencia Española. A mediados del siglo XIX se hallaba ocupada por las fuerzas policiales encargadas de la vigilancia del litoral. En el siglo XX quedó abandonada y en los años 1900 y 1991 fue restaurada.

## Cine
En este lugar se rodaron escenas de las películas: Los Dalton, Nunca digas nunca jamás y El Coyote.